# Bergwacht Württemberg

Logo der DRK-Bergwacht Württemberg

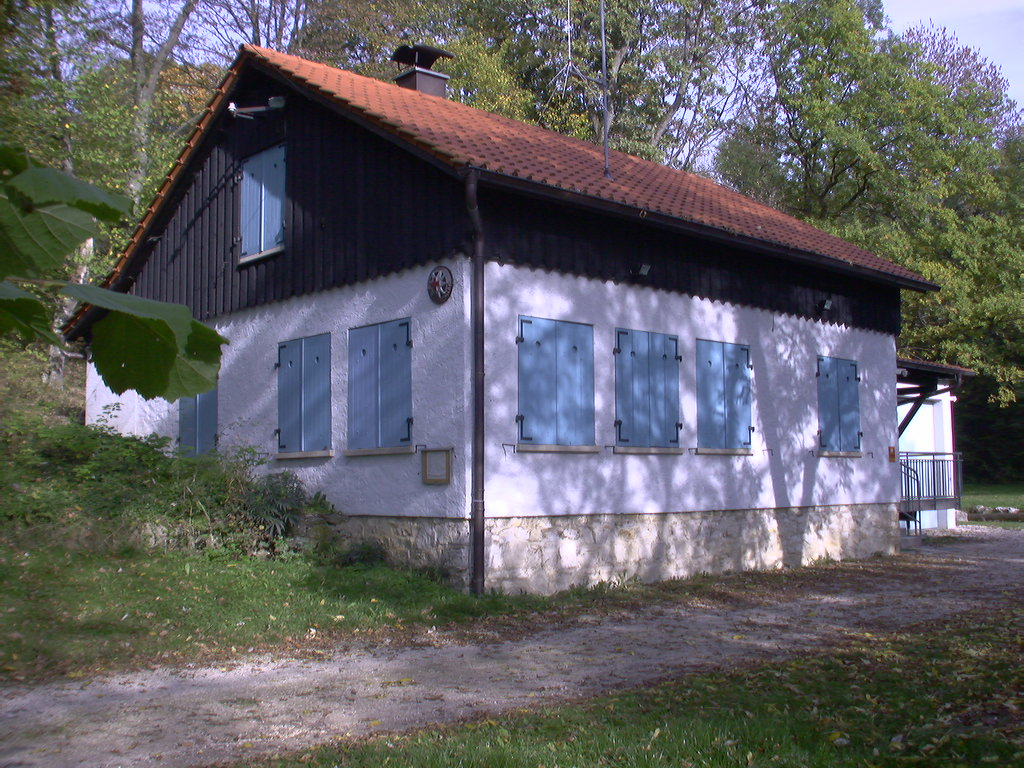
Bergwachthütte auf der Schwäbischen Alb

Die Bergwacht Württemberg ist neben der Bergwacht Schwarzwald die zweite Bergrettungsorganisation im Bundesland Baden-Württemberg. Sie ist eine Gemeinschaft des Deutschen Roten Kreuzes und gehört zum Bundesverband der DRK Bergwacht. Ihr Tätigkeitsschwerpunkt ist die Sicherstellung des Rettungsdienstes im unwegsamen Gelände. Die Bergwacht Württemberg ist auch im Naturschutz und der Jugendarbeit tätig.

## Einsatzgeschehen
Die Bergwacht Württemberg wickelt ca. 200–300 Einsätze pro Jahr ab und hat ca. 1000 ehrenamtliche aktive Einsatzkräfte.

## Geschichte
In den Jahren 1936/1937 wurde mithilfe der deutschen Bergwacht in München unter Leitung von Kurt Butz eine Abteilung Württemberg der deutschen Bergwacht in Stuttgart gegründet. Die erste Ortsgruppe Stuttgart wurde ebenfalls 1937 ins Leben gerufen. Ein Jahr später folgten weitere Ortsgruppen in Schwäbisch Gmünd, Göppingen, Heidenheim sowie im Schwarzwald. Durch den Zweiten Weltkrieg wurde die Bergwachtarbeit erschwert, da es an Personal mangelte.
Nach dem Zweiten Weltkrieg wurde 1948/1949 die Bergwacht Abteilung Württemberg mit den Ortsgruppen Stuttgart, Esslingen, Schwäbisch Gmünd und Göppingen neu gegründet. Ab 1950 erfolgte das Errichten von Rettungsstationen bzw. Hütten. Mittlerweile sind knapp 20 Hütten in Betrieb. Dem Landesverband Baden-Württemberg des Deutschen Roten Kreuzes schloss sich die Bergwacht Württemberg 1954 an.

## Statistische Daten
Die Bergwacht Württemberg verfügt heute über
- 19 Bereitschaften
- 36 Stützpunkte
- 24 Einsatzfahrzeuge
- 2 Anhänger
- 5 Motorschlitten
- 5 Quads

Ende 2011 hatte die Bergwacht Württemberg 2950 Mitglieder bestehend aus:
- 1650 Fördermitgliedern
- 140 Jugendlichen
- 28 Ärzten
- 480 Rettungskräften

## Aufgaben
Die Aufgaben der Bergwacht Württemberg sind vielfältig, zeichnen sich aber vor allem durch das Einsatzgebiet der Schwäbischen Alb mit Kletterfelsen, Rad- und Wanderwegen aus:
- Winterrettung / Sommerrettung
  - Rettung aus unwegsamem Gelände
  - Felsrettung
  - Pistenrettung
  - Lawinenrettung
  - Luftrettung
  - Höhenrettung
  - Baumrettung
  - Sanitätsdienst und Katastrophenschutz
  - Unterstützung der Höhlen- und Grubenrettung
- Naturschutz
  - Landschaftspflege
  - Streifengänge wie Naturschutz- und Kletterstreifen
- Jugendarbeit

## Ortsverbände
Die DRK Bergwacht Württemberg unterteilt sich in 19 Ortsverbände:
- Aalen
- Bad Urach
- Blautal
- Donau-Heuberg
- Esslingen
- Geislingen-Wiesensteig
- Göppingen
- Heidenheim
- Herbrechtingen
- Isny
- Lenninger Tal
- Pfullingen
- Ravensburg
- Rottweil
- Schwäbisch Gmünd
- Sigmaringen
- Stuttgart
- Unterland
- Zollernalb